# Sarnois
Sarnois est une commune française située dans le département de l'Oise en région Hauts-de-France.

## Géographie

### Communes limitrophes
| Élencourt | Daméraucourt  |         |
| Sarcus    | Sarnois       | Dargies |
|           | Grandvilliers |         |

### Hydrographie
La commune est située dans le bassin Artois-Picardie. Elle n'est drainée par aucun cours d'eau.

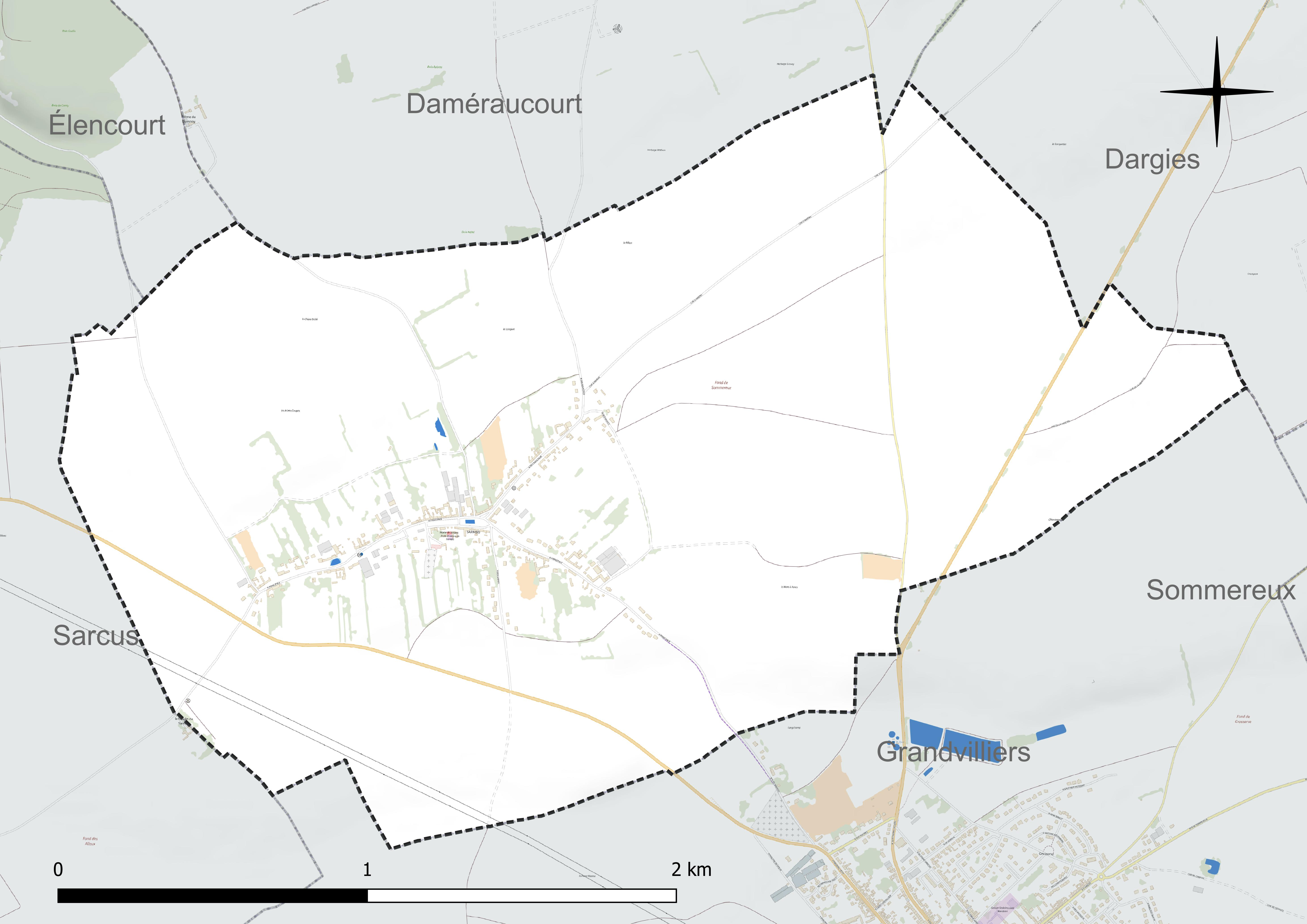
Réseau hydrographique de Sarnois.

### Climat
Pour des articles plus généraux, voir Climat des Hauts-de-France et Climat de l'Oise.
En 2010, le climat de la commune est de type climat océanique dégradé des plaines du Centre et du Nord, selon une étude du CNRS s'appuyant sur une série de données couvrant la période 1971-2000. En 2020, Météo-France publie une typologie des climats de la France métropolitaine dans laquelle la commune est exposée à un climat océanique et est dans la région climatique  Côtes de la Manche orientale, caractérisée par un faible ensoleillement (1 550 h/an) ; forte humidité de l'air (plus de 20 h/jour avec humidité relative > 80 % en hiver), vents forts fréquents. 
Pour la période 1971-2000, la température annuelle moyenne est de 9,6 °C, avec une amplitude thermique annuelle de 14,2 °C. Le cumul annuel moyen de précipitations est de 835 mm, avec 12,9 jours de précipitations en janvier et 8,7 jours en juillet. Pour la période 1991-2020, la température moyenne annuelle observée sur la station météorologique la plus proche, située sur la commune de Saint-Arnoult à 9 km à vol d'oiseau, est de 10,4 °C et le cumul annuel moyen de précipitations est de 797,2 mm,. Pour l'avenir, les paramètres climatiques de la commune estimés pour 2050 selon différents scénarios d'émission de gaz à effet de serre sont consultables sur un site dédié publié par Météo-France en novembre 2022.

## Urbanisme

### Typologie
Au 1er janvier 2024, Sarnois est catégorisée commune rurale à habitat dispersé, selon la nouvelle grille communale de densité à sept niveaux définie par l'Insee en 2022.
Elle est située hors unité urbaine. Par ailleurs la commune fait partie de l'aire d'attraction de Beauvais, dont elle est une commune de la couronne,. Cette aire, qui regroupe 162 communes, est catégorisée dans les aires de 50 000 à moins de 200 000 habitants,.

### Occupation des sols
L'occupation des sols de la commune, telle qu'elle ressort de la base de données européenne d'occupation biophysique des sols Corine Land Cover (CLC), est marquée par l'importance des territoires agricoles (94,7 % en 2018), une proportion identique à celle de 1990 (94,7 %). La répartition détaillée en 2018 est la suivante : 
terres arables (78,1 %), zones agricoles hétérogènes (8,7 %), prairies (7,8 %), zones urbanisées (5,3 %). L'évolution de l'occupation des sols de la commune et de ses infrastructures peut être observée sur les différentes représentations cartographiques du territoire : la carte de Cassini (XVIIIe siècle), la carte d'état-major (1820-1866) et les cartes ou photos aériennes de l'IGN pour la période actuelle (1950 à aujourd'hui).

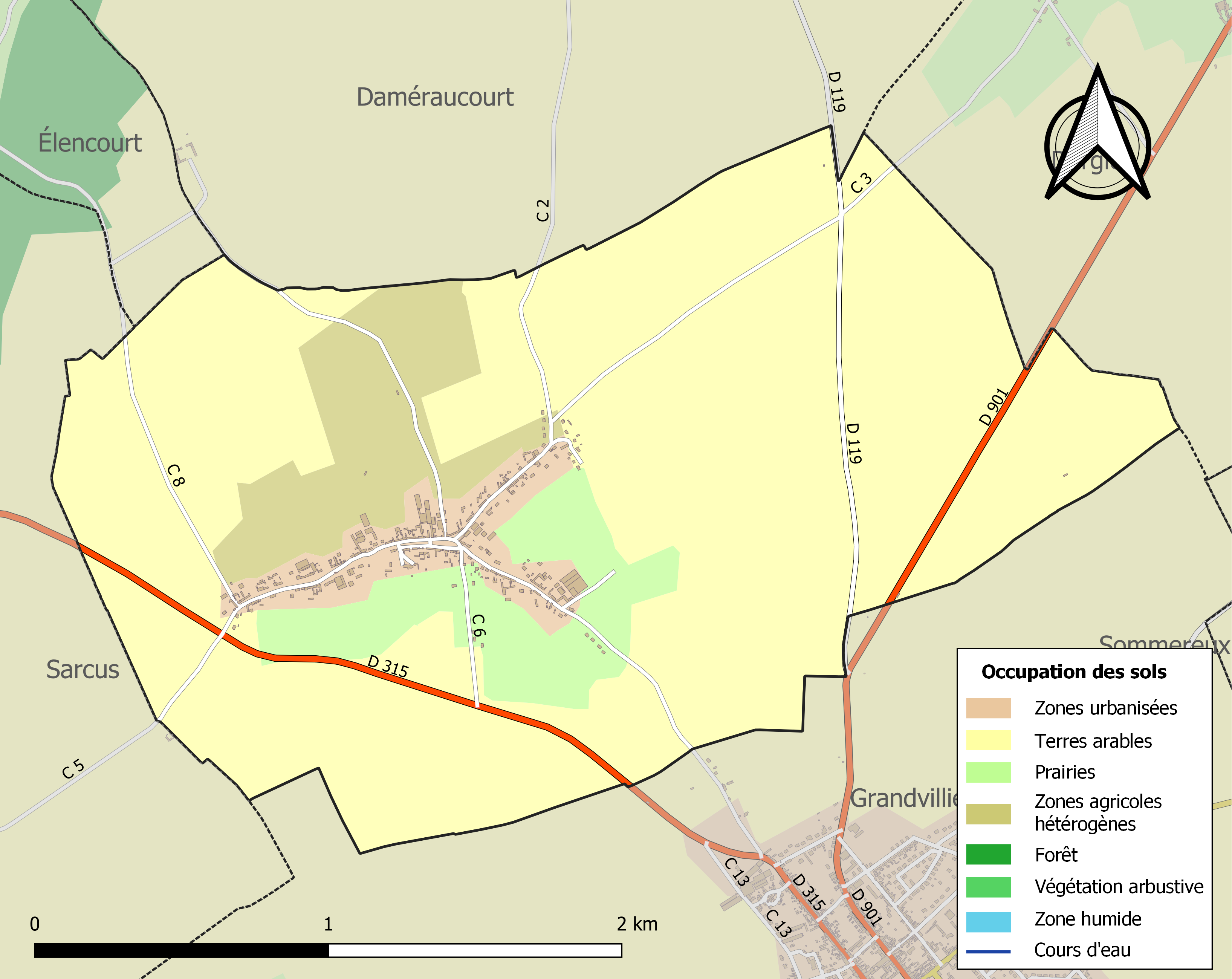
Carte des infrastructures et de l'occupation des sols de la commune en 2018 (CLC).

### Voies de communication et transports
La commune est desservie, en 2023, par les lignes 6103, 6113 et 6152 du réseau interurbain de l'Oise.

## Toponymie
La localité a été désignée comme Sarnoy, Sarnay, Sernoy , Sernoi (Sarneium en 1136, Sarnetum).
La commune, instituée par la Révolution française sous le nom de Sarnais en 1793, prend le nom de Sarnois en 1801.
Sarnois est à rapprocher du nom de Cernay-la-Ville (Yvelines) qui est aussi un ancien Sarnetum (en 768).

## Histoire
Selon Louis Graves, « Le commandeur de Saint-Mauvis possédait la seigneurie de Sarnois ; Il nommait aussi à la cure alternativcment avec le prieur de Milly, canton dë Marseille ».
Le village disposait au XIIe siècle d'un établissement de l'Ordre du Temple.
À la même époque et au XIIIe siècle existait une maladrerie.

## Politique et administration

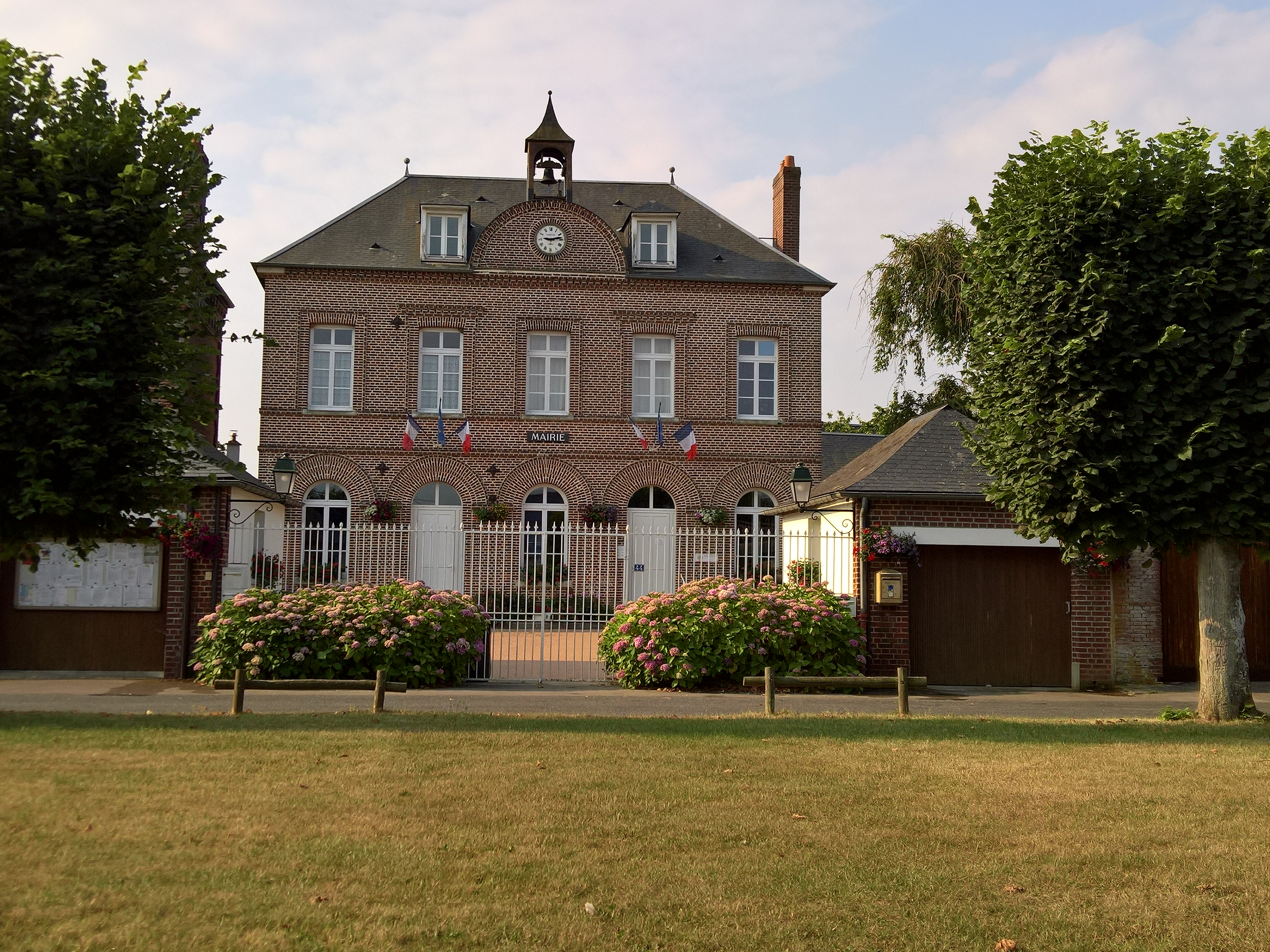
La mairie.

### Rattachements administratifs et électoraux
La commune se trouve dans l'arrondissement de Beauvais du département de l'Oise. Pour l'élection des députés, elle fait partie depuis 2012 de la deuxième circonscription de l'Oise.
Elle fait partie depuis 1801 du canton de Grandvilliers. Dans le cadre du redécoupage cantonal de 2014 en France, ce canton, dont la commune est toujours membre, est modifié, passant de 23 à 101 communes.

### Intercommunalité
La commune est membre de la communauté de communes de la Picardie verte, créée fin 1996.

### Politique locale
La fusion de Sarnois et de Grandvilliers a été évoquée en 2018, afin d'obtenir plus de dotations financières de l'État.

### Liste des maires
| Période                                  | Période                    | Identité          | Étiquette | Qualité                                                                                    |
| ---------------------------------------- | -------------------------- | ----------------- | --------- | ------------------------------------------------------------------------------------------ |
| Les données manquantes sont à compléter. |                            |                   |           |                                                                                            |
| mars 2001                                | 2008                       | Jean-Louis Pignat |           |                                                                                            |
| mars 2008                                | En cours (au 17 juin 2020) | Lionel Bouchart   |           | Vice-président de la CC de la Picardie Verte (2014 → 2020) Réélu pour le mandat 2020-2026, |

### Distinctions et labels
La commune, après avoir obtenu de longue date une fleur, et notamment en 2017 au Concours des villes et villages fleuris,, 
a obtenu sa deuxième fleur en 2022. Cette labellisation récompense la qualité du fleurissement du village.

### Politique de développement durable
La commune réalise en 2018 une sente piétonne le long de la RD 315 pour relier le village à Gradvilliers, afin de permettre leurs déplacements en sécurité

## Population et société

### Démographie

#### Évolution démographique
L'évolution du nombre d'habitants est connue à travers les recensements de la population effectués dans la commune depuis 1793. Pour les communes de moins de 10 000 habitants, une enquête de recensement portant sur toute la population est réalisée tous les cinq ans, les populations de référence des années intermédiaires étant quant à elles estimées par interpolation ou extrapolation. Pour la commune, le premier recensement exhaustif entrant dans le cadre du nouveau dispositif a été réalisé en 2007.

En 2022, la commune comptait 350 habitants, en évolution de +0,57 % par rapport à 2016 (Oise : +0,87 %, France hors Mayotte : +2,11 %).
| 1793 | 1800 | 1806 | 1821 | 1831 | 1836 | 1841 | 1846 | 1851 |
| ---- | ---- | ---- | ---- | ---- | ---- | ---- | ---- | ---- |
| 537  | 528  | 588  | 581  | 596  | 555  | 555  | 526  | 515  |

| 1856 | 1861 | 1866 | 1872 | 1876 | 1881 | 1886 | 1891 | 1896 |
| ---- | ---- | ---- | ---- | ---- | ---- | ---- | ---- | ---- |
| 510  | 450  | 404  | 372  | 334  | 337  | 325  | 333  | 279  |

| 1901 | 1906 | 1911 | 1921 | 1926 | 1931 | 1936 | 1946 | 1954 |
| ---- | ---- | ---- | ---- | ---- | ---- | ---- | ---- | ---- |
| 250  | 245  | 225  | 187  | 213  | 240  | 224  | 256  | 246  |

| 1962 | 1968 | 1975 | 1982 | 1990 | 1999 | 2006 | 2007 | 2012 |
| ---- | ---- | ---- | ---- | ---- | ---- | ---- | ---- | ---- |
| 273  | 260  | 241  | 230  | 216  | 235  | 294  | 302  | 334  |

| 2017 | 2022 | - | - | - | - | - | - | - |
| ---- | ---- | - | - | - | - | - | - | - |
| 348  | 350  | - | - | - | - | - | - | - |

#### Pyramide des âges
La population de la commune est relativement jeune.
En 2018, le taux de personnes d'un âge inférieur à 30 ans s'élève à 34,8 %, soit en dessous de la moyenne départementale (37,3 %). À l'inverse, le taux de personnes d'âge supérieur à 60 ans est de 23,0 % la même année, alors qu'il est de 22,8 % au niveau départemental.
En 2018, la commune comptait 170 hommes pour 178 femmes, soit un taux de 51,15 % de femmes, légèrement supérieur au taux départemental (51,11 %).
Les pyramides des âges de la commune et du département s'établissent comme suit.
| Hommes | Classe d’âge | Femmes |
| ------ | ------------ | ------ |
| 0,6    | 90 ou +      | 0,6    |
| 7,6    | 75-89 ans    | 9,6    |
| 12,4   | 60-74 ans    | 15,2   |
| 22,9   | 45-59 ans    | 18,0   |
| 23,5   | 30-44 ans    | 20,2   |
| 12,4   | 15-29 ans    | 15,2   |
| 20,6   | 0-14 ans     | 21,3   |

| Hommes | Classe d’âge | Femmes |
| ------ | ------------ | ------ |
| 0,5    | 90 ou +      | 1,4    |
| 5,5    | 75-89 ans    | 7,6    |
| 15,6   | 60-74 ans    | 16,3   |
| 20,8   | 45-59 ans    | 20     |
| 19,4   | 30-44 ans    | 19,4   |
| 17,6   | 15-29 ans    | 16,2   |
| 20,6   | 0-14 ans     | 19,1   |

### Enseignement
Les enfants du village sont scolarisés dans le cadre d'un regroupement pédagogique intercommunal  (RPI) regroupant les communes de Dargies, Daméraucourt, Élencourt, Offoy et Sarnois. La création d'un regroupement pédagogique concentré est envisagé en 2019 afin de lutter contre la fermetures de classes

### Autres équipements
Le village s'est doté d'une salle communale en 2019.

### Cultes
Culte catholique : Le village dispose de l'église paroissiale de la Nativité de Notre-Dame, qui fait partie, en 2018, de la paroisse de la Picardie verte.

## Culture locale et patrimoine

### Lieux et monuments
- Église Notre-Dame, du XVIe siècle reconstruite après les désastres de la guerre de Cent Ans, constituée d'une nef unique suivie d'un chœur qui s'achève par une abside à trois pans.

L'intérieur est couvert par une très belle charpente en carène, et notamment la charpente qui soutient le clocher. Une poutre de gloire marque le début du chœur. Des restes de vitraux du XVIe siècle ont été déposés et sont préservés,.
Louis Graves notait en 1840 : « C'est un assez grand édifice construit en échiquiers de cailloux et de pierre. Le portail est une ogive à moulures creuses, larges et couronnée d'une rose simple. Le clocher couvert d'ardoises est au-dessus. Au midi existe une deuxième porte ouverte en accolade avec un fronton aigu. Les fenêtres du chœur sont des ogives géminées à divisions tréflées ; celles de là nef sont simples. Le lambris est du seizième siècle, Le chœur est pavé de carreaux blàucs et noirs ».

L'église Notre-Dame
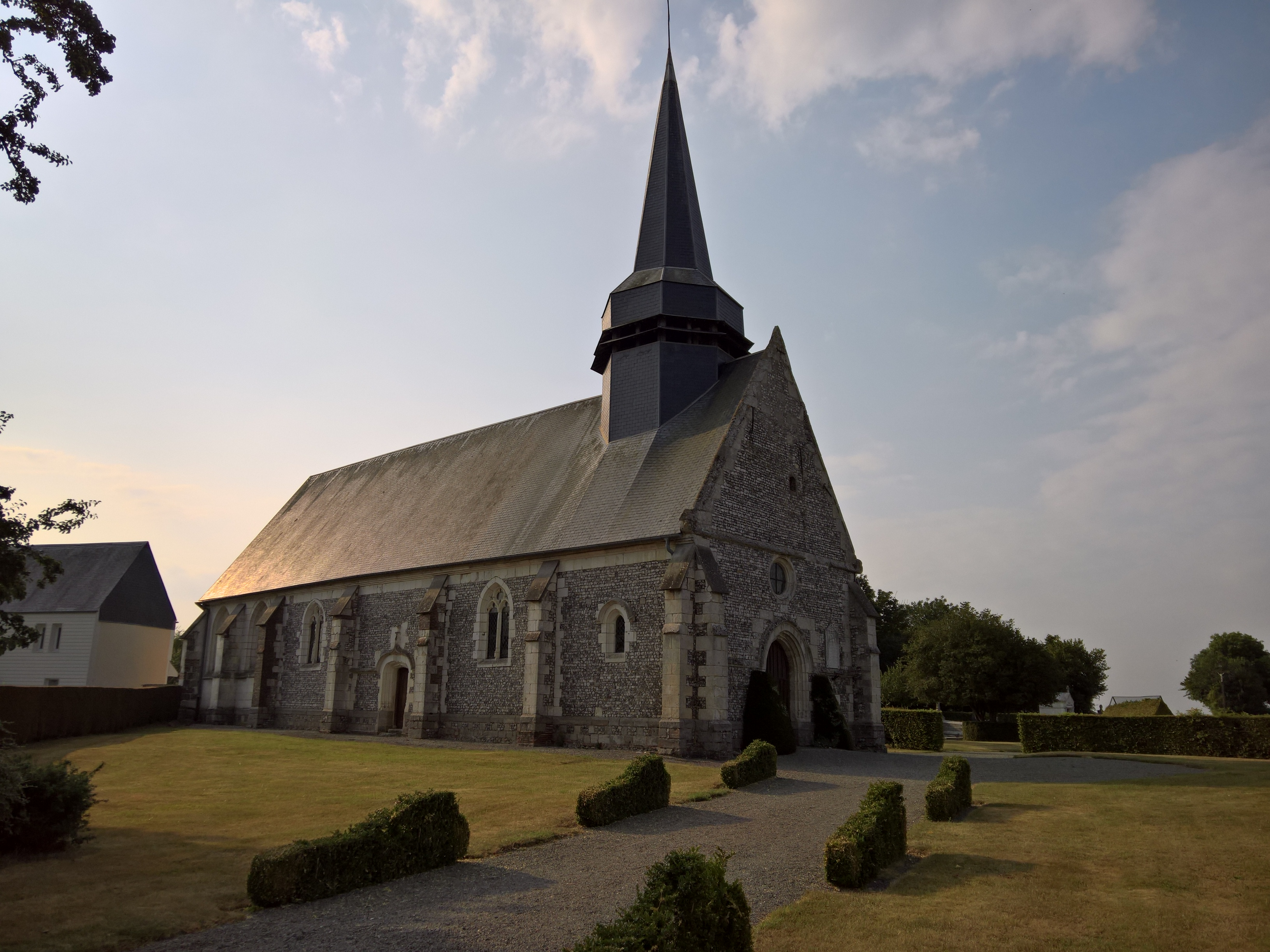
L'église.
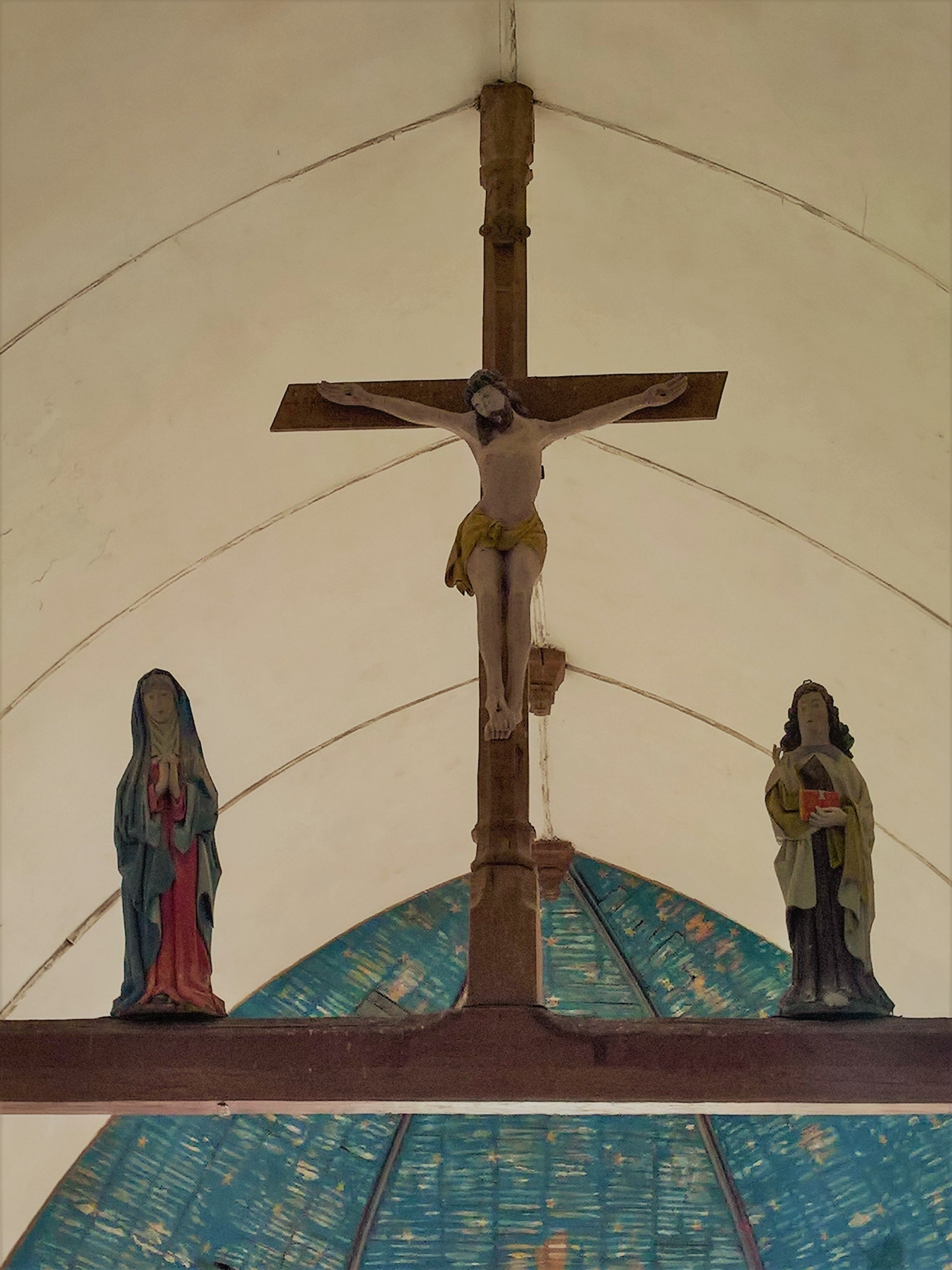
La poutre de gloire.
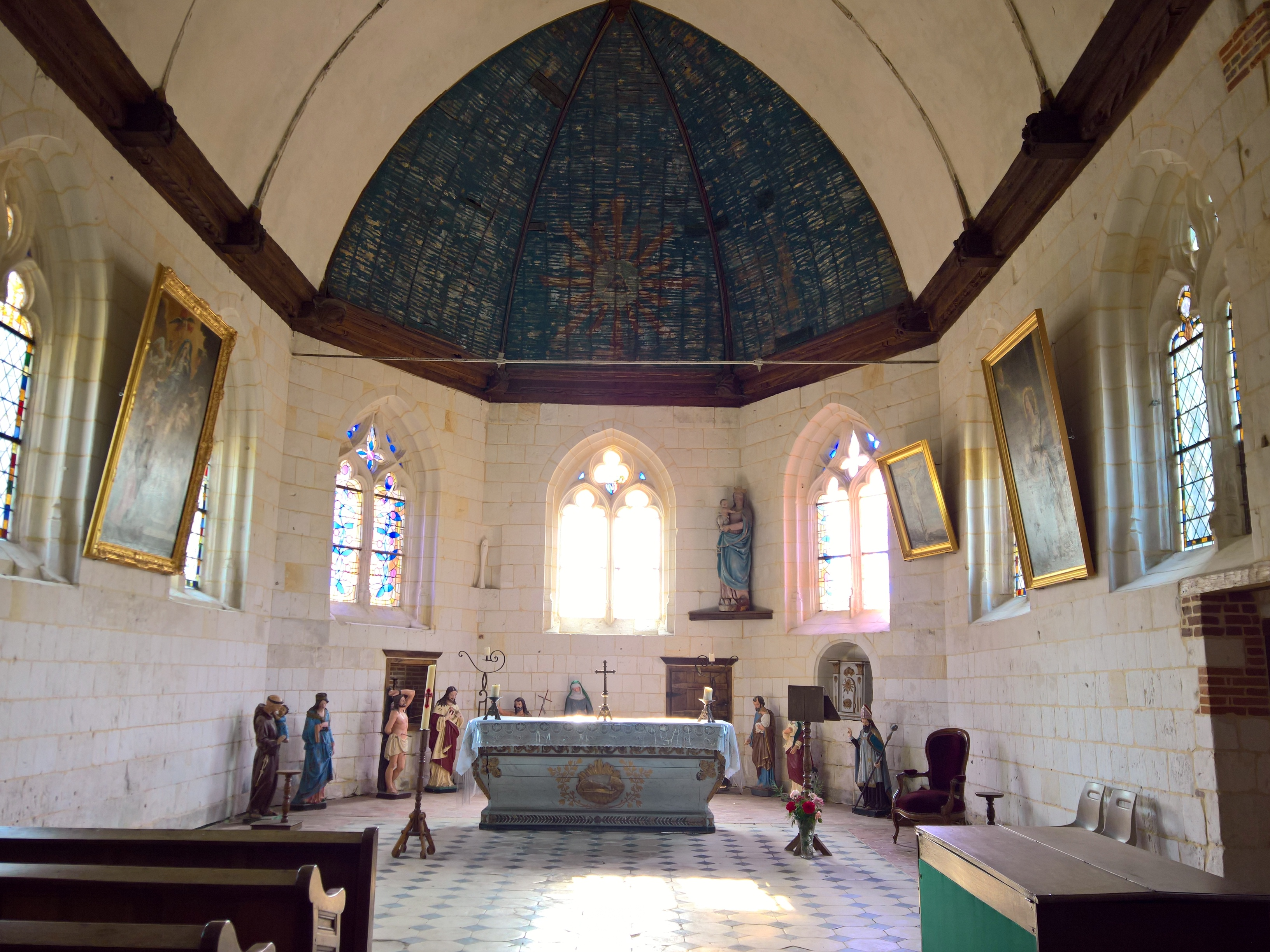
Le chœur de l'église.
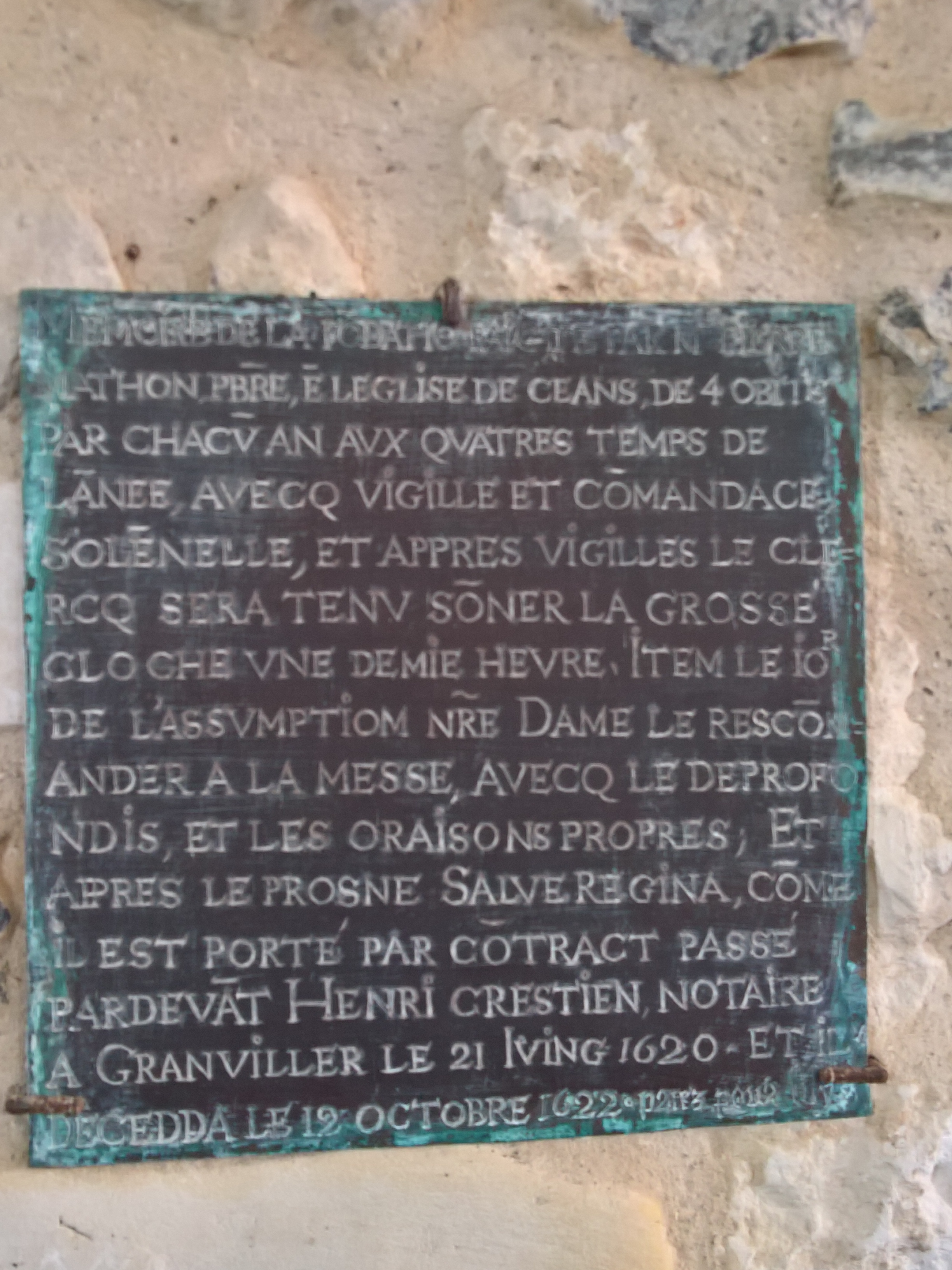
Plaque de fondation.
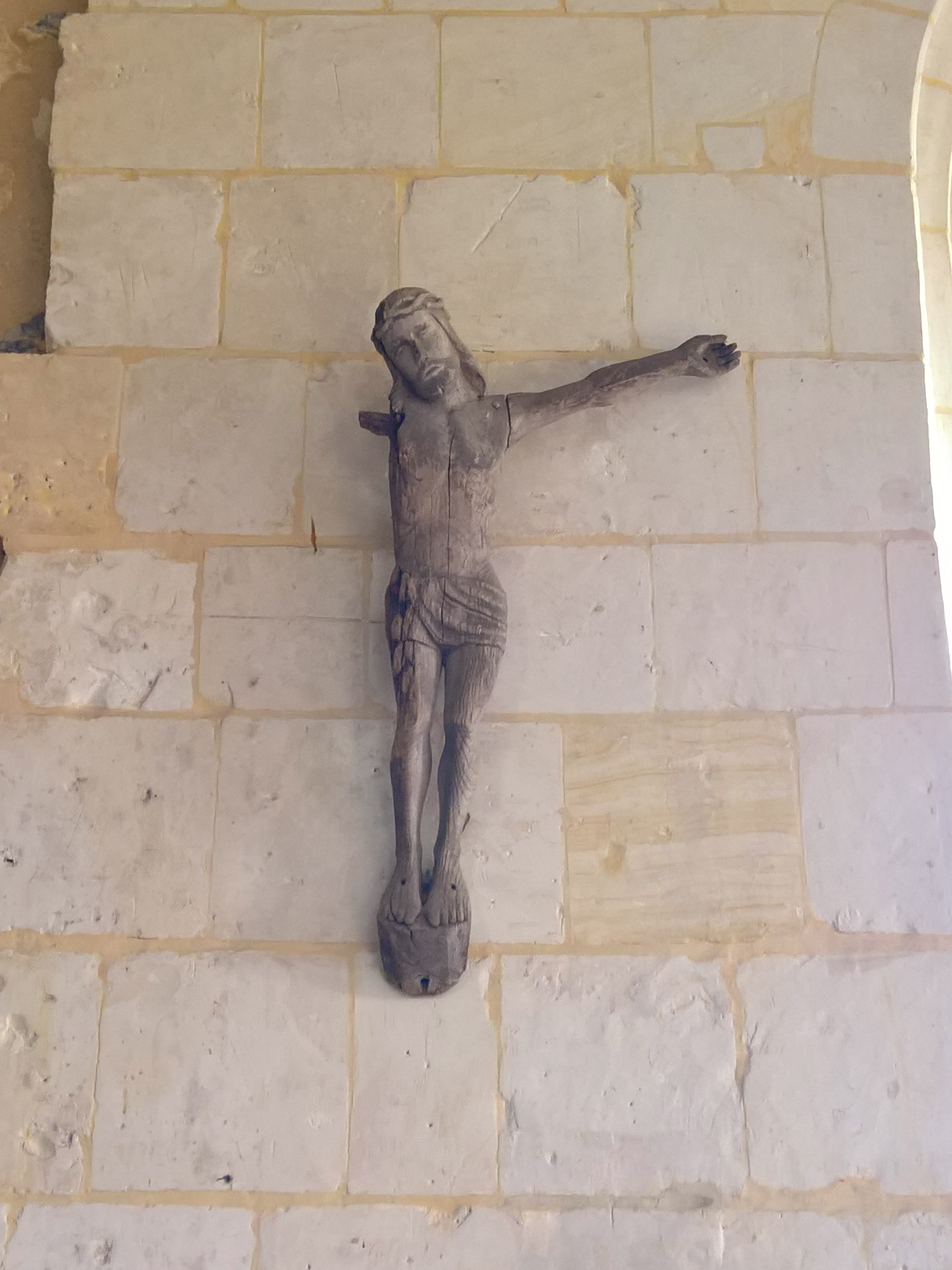
Crucifix ancien.
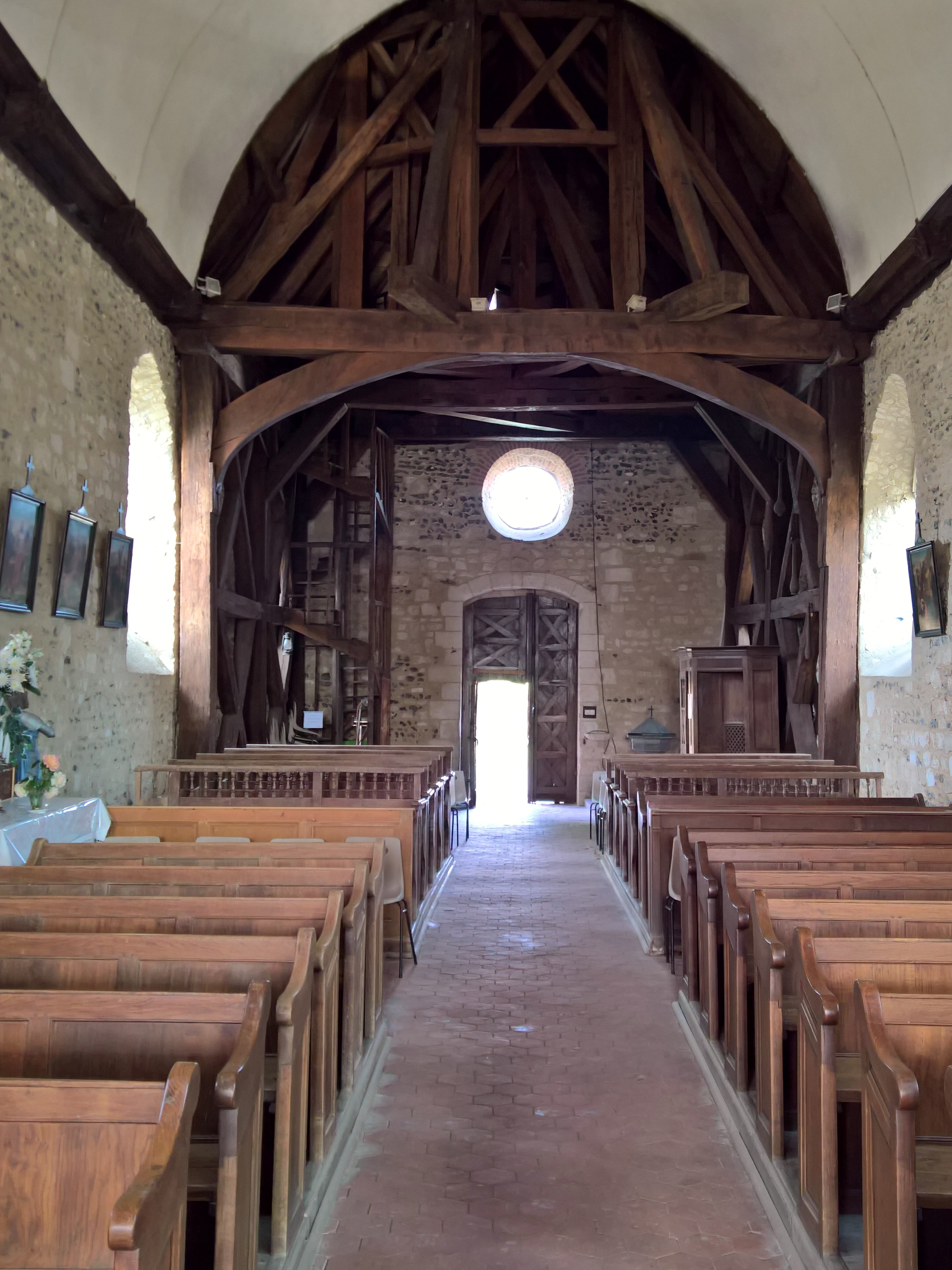
La nef de l'église depuis le chœur.
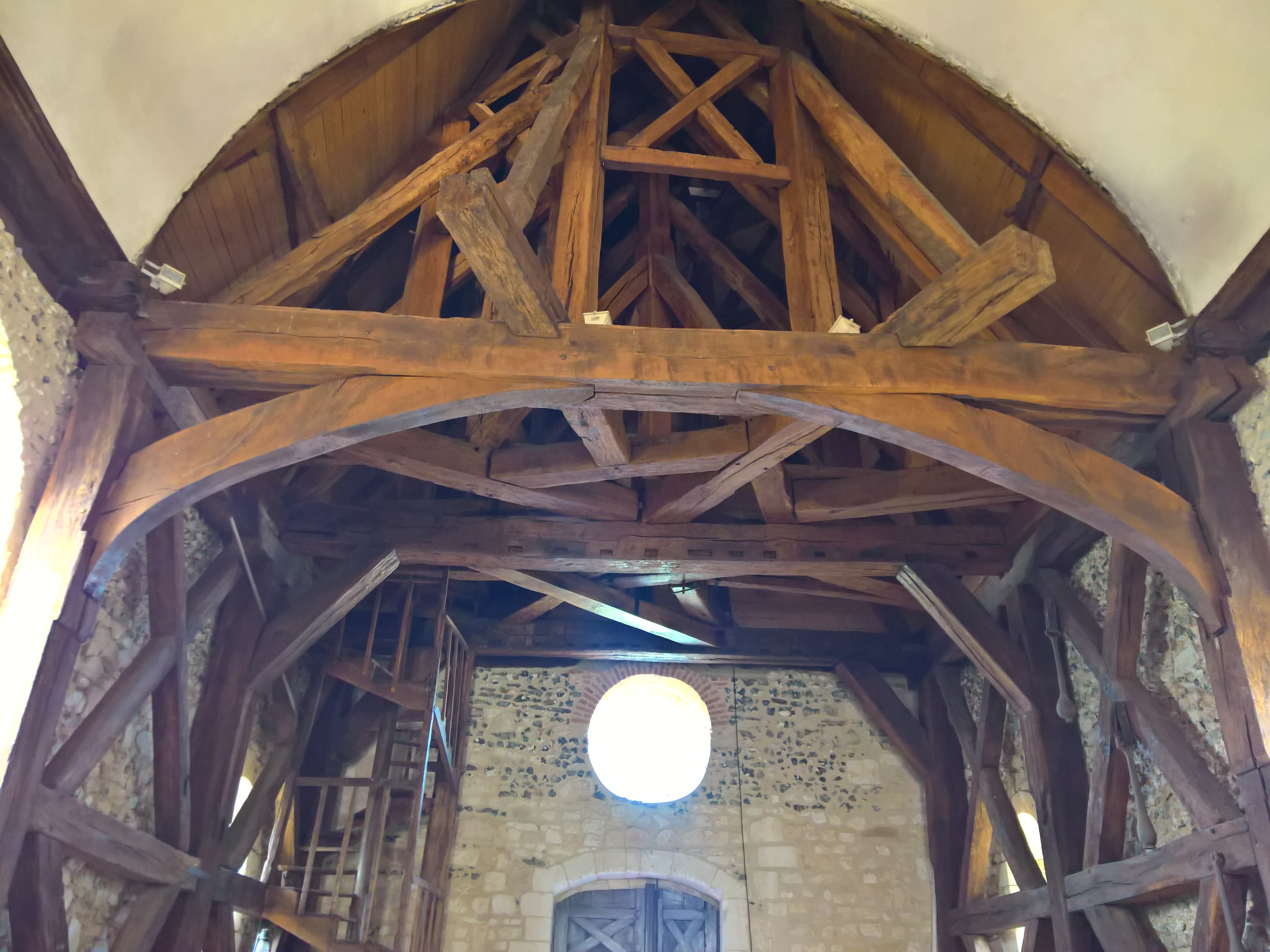
L'imposante charpente du clocher.

- Le village fait l'objet d'en fleurissement conséquent

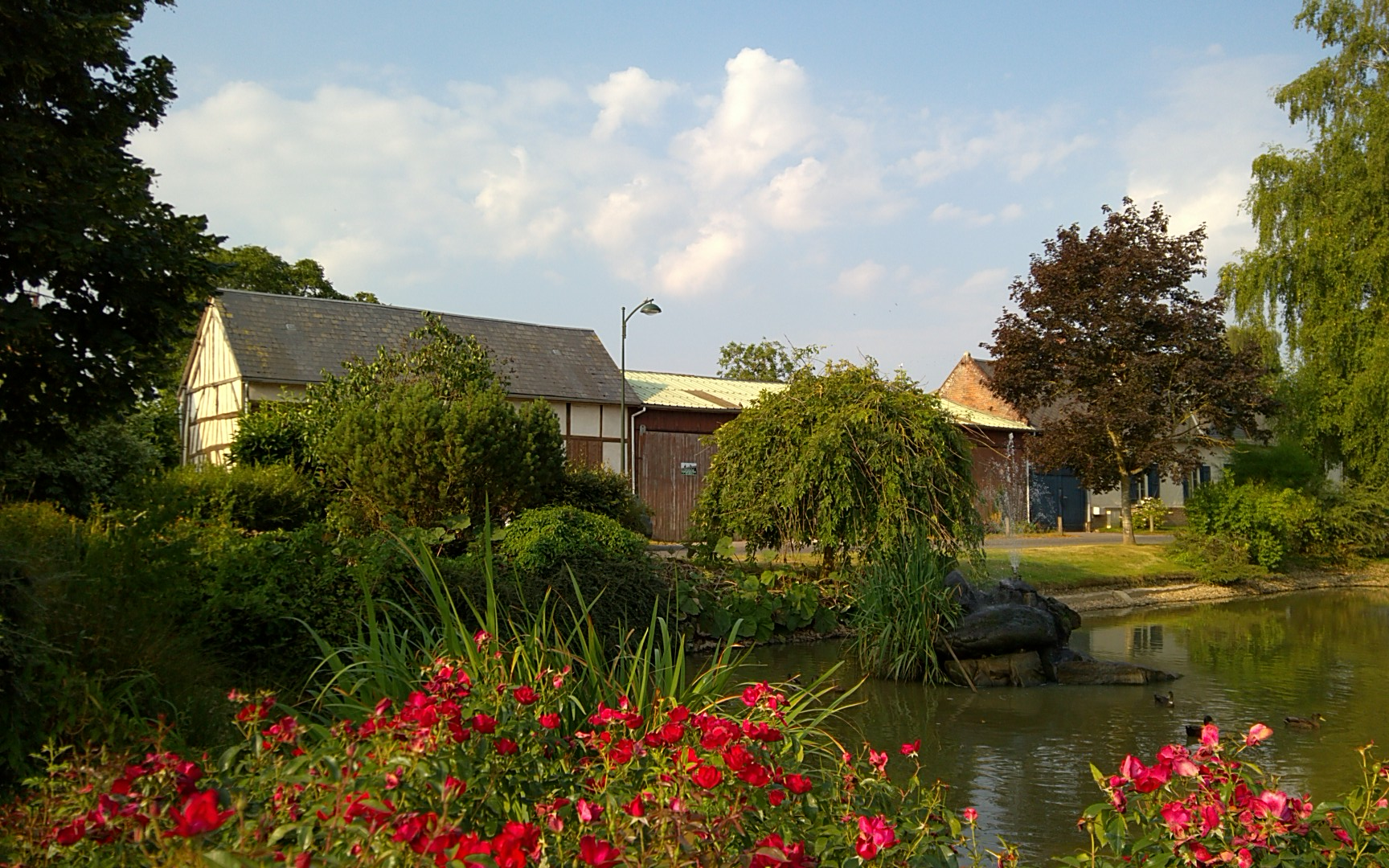
Panorama de la mare.